# 주부산 중국 총영사관
주부산 중국 총영사관(중국어 간체자: 中华人民共和国驻釜山总领事馆, 정체자: 中華人民共和國駐釜山總領事館, 병음: Zhōnghuá Rénmín Gònghéguó zhù Fǔshān Zǒnglǐngshìguǎn)은 중화인민공화국이 대한민국 부산광역시에 설치한 총영사관이다. 현임 총영사는 궈펑(중국어: 郭鹏)이다.

## 연혁
- 1993년 9월 6일 : 동구 초량동 중앙프라자 빌딩에서 주부산 중화인민공화국 총영사관 설립[1]
- 2002년 4월 : 해운대구 우동 1418번지로 이전[2]
- 2007년 : 주광주 중국 총영사관 개설에 따라 관할 구역 조정

## 관할 구역
관할 구역은 주부산 일본 총영사관과 마찬가지로 부산광역시, 울산광역시, 대구광역시, 경상북도, 경상남도를 관할한다. 다만, 대한민국의 실효 지배 상태에 있는 독도는 관할 구역을 포함한다. 당초 관할 구역은 대한민국의 남부 지방 전 지역이었지만 2007년부터 주광주 중국 총영사관이 개설됨에 따른 관할 구역이 분리되면서, 주광주 중국 총영사관 개설 당시 관할 구역은 현재의 광주고등법원 관할 구역과 비슷하다.

## 주요 업무
주요 업무로는 대한민국의 통상·경제·문화 및 과학적 생활의 모든 조건을 조사하여 국가와 관계 기관에 정보를 제공하고, 중화인민공화국 국민에 대해 여권, 여행증의 발급 및 철회, 수정 또는 회수 및 보류와 사증(비자) 등을 발급·연장·철회하는 업무를 담당한다.

## 휴무일
상시 휴일은 매주 토요일과 일요일이지만 코로나19 범유행과 관련된 이슈 이후에는 주 2회 근무 원칙으로 제한되어 있다. 또한 대한민국의 공휴일 및 중화인민공화국의 공휴일인 경우도 물론 휴무이다.

## 역대 총영사
1. 장정차이(중국어: 蒋正才, 1993년 9월 6일 ~ 1998년 12월 30일)
2. 자오둥춘(중국어: 焦东村, 1999년 1월 31일 ~ 2003년 6월 2일)
3. 류진펑(중국어: 刘谨凤, 2003년 6월 20일 ~ 2005년 5월 30일)
4. 톈바오전(중국어: 田宝珍, 2005년 6월 17일 ~ 2009년 7월 7일)
5. 관화빙(중국어: 关华兵, 2009년 8월 9일 ~ 2011년 5월 9일)
6. 하오샤오페이(중국어: 郝晓飞, 2011년 5월 20일 ~ 2014년 6월 26일)
7. 옌펑란(중국어: 阎凤兰, 2014년 7월 26일 ~ 2016년 10월 31일)
8. 궈펑(중국어: 郭鹏, 2016년 11월 ~ 현재)

## 같이 보기

### 일반 주제
- 한중 관계
- 대한민국-중화인민공화국 관계
- 주한 중국 대사관

### 한반도에 설치된 다른 중국 공관들
- 주제주 중국 총영사관
- 주광주 중국 총영사관
- 주조 중국 대사관
- 주청진 중국 총영사관

### 부산에 설치된 다른 영사관
- 주부산 일본 총영사관
- 주부산 러시아 총영사관
- 주부산 카자흐스탄 총영사관
- 주부산 베트남 총영사관
- 주부산 미국 영사관
- 주부산 몽골 영사관
- 주한 타이베이 대표부 부산 사무처